# ジュゼッペ・マネンテ
ジュゼッペ・マネンテ（Giuseppe Manente, 1867年2月3日モルコーネ - 1941年5月17日ローマ）はイタリアの指揮者で作曲家。

## 人物
父のリボリオ・マネンテはソレントとグリオネージの吹奏楽団の指揮者だった。その父から最初の音楽教育を受け、グリオネージの吹奏楽団でトランペット奏者として活動した。その後ナポリのサン・ピエトロ音楽院で作曲、和声、対位法をカミッロ・デ・ナルディスに、器楽技法をドメニコ・ガッティに学んだ後、マドリード音楽院でエミリオ・セラーノに、ローマのサンタ・チェチーリア国立アカデミアでチェーザレ・デ・サンティスに学んだ。
1889年にノヴァーラの歩兵第60連隊軍楽隊の指揮者に公募で就任し、以降各地の軍楽隊長を歴任。1918年にはアメリカ、フランス、イギリス、ベルギーで戦勝記念の演奏旅行を行い、成功を収めた。1921年から1924年までエジプトのフアード1世の軍楽隊長を務めた。1924年にローマに財務省防衛隊の吹奏楽団が創設されると音楽監督に就任し、1932年に引退するまで務めた。多忙な中にもルッカ、ペーシャ、モンテカティーニ・テルメの市民吹奏楽団で指揮をし、また各地の音楽雑誌に評論が掲載された。
吹奏楽曲、マンドリン合奏曲、ピアノ曲など800曲以上の作品を残している。
マネンテは、晩年、中野二郎と親交があった関係で、彼に関する資料には中野の研究によるものが多い。また、中野により、マネンテの多くの吹奏楽曲がマンドリンオーケストラ用へ編曲されている。 

## 主な作品

### オペラ
- アラ・レガータ

### オペレッタ
- 白鳥の楽園

### 管弦楽
- マリゼッタのアルバム

### 吹奏楽曲
- 序曲「昔と今」
- 序曲「小英雄」
- 独創的序曲「国境なし」
- シンフォニア
- 祝典行進曲「恵まれた結婚」
- 交響的大行進曲「ニューヨーク」
- 交響的行進曲「アゾレス諸島より」
- 交響的行進曲「ローマ帝国」
- 凱旋行進曲
- 幻想曲「華燭の祭典」

### マンドリンオーケストラ
- 序曲「メリアの平原にて」
- 交響曲「マンドリン芸術」
- 詩人の瞑想
- 幻想曲「晩秋」
- サヴォイアのマリア・ピア王女
- 行進曲「無線電信第一連隊」

## 文献
- Marino Anesa: Dizionario della musica italiana per banda - Biografie dei compositori e catalogo delle opere dal 1800 a oggi, Seconda edizione riveduta e ampliata: oltre 5000 compositori, in collaborazione con ABBM (Associazione Bande Bergamasche), 2004. 2 volumi, 1204 p.
- Marino Anesa: Dizionario della musica italian per banda, Primera edizione, 2 vols., 1993-1997.; 1036 p.; Vol. [1]. Biografie dei compositori e catalogo delle opere dal 1800 al 1945, Bergamo : Biblioteca Civica "Angelo Mai". - 1993. - 515 S.; Vol. [2]. Biografie dei compositori e catalogo delle opere dal 1800 ad oggi., Bergamo : Biblioteca Civica "Angelo Mai". - 1997. - 519 S.
- Marino Anesa: Musica in piazza : contributi per una storia delle bande musicali bergamasche, Bergamo: Sistema Bibliotecario Urbano di Bergamo, 1988, 334 p.
- Wolfgang Suppan, Armin Suppan: Das Neue Lexikon des Blasmusikwesens, 4. Auflage, Freiburg-Tiengen, Blasmusikverlag Schulz GmbH, 1994, ISBN 3-923058-07-1
- Paul E. Bierley, William H. Rehrig: The heritage encyclopedia of band music : composers and their music, Westerville, Ohio: Integrity Press, 1991, ISBN 0-918048-08-7
- Norman E. Smith: March music notes, Lake Charles, La.: Program Note Press, 1986, ISBN 978-0-9617346-1-9
- Kenneth Walter Berger: Band encyclopedia, Kent, Ohio: Band Associates, 1960, 604 p.
- Alberto de Angelis: L'Italia musicale d'oggi. Dizionario dei musicisti, compositori, direttori d'orchestra, concertisti, insegnanti, liutai, cantanti, scrittori musicali, librettisti, editori musicali ecc ., 3. ed., con-edata di una appendice., Roma : Ausonia, 1928. 373 p.